# Mauna Kahalawai
Mauna Kahalawai (of West Maui Mountains) zijn de resten van een geërodeerde dode schildvulkaan op het eiland Maui in de staat Hawaï. 
Hij bedekt de westelijke 25% van dit eiland en de piek, Puu Kukui, is 1764 m hoog. De vroegere caldera van deze vulkaan is nu de Iao Vallei, de op een na natste plek van Hawaï (na Mount Waiʻaleʻale).
De ouderdom van het gesteente wordt geschat op 1.32 miljoen jaar.